# Coelorinchus aspercephalus
Coelorinchus aspercephalus är en fiskart som beskrevs av Waite, 1911. Coelorinchus aspercephalus ingår i släktet Coelorinchus och familjen skolästfiskar. Inga underarter finns listade i Catalogue of Life.